# Faas Wilkes
Servaas Wilkes detto Faas (Rotterdam, 13 ottobre 1923 – Rotterdam, 15 agosto 2006) è stato un calciatore olandese.
Noto come il tulipano volante, è stato uno dei migliori interpreti del ruolo di mezzala negli anni cinquanta, nonché il primo olandese a militare in Serie A.

## Carriera

### Club
Destinato a lavorare nella falegnameria di famiglia, riuscì ad intraprendere la carriera professionistica nello Xerxes, club della sua città natale, e a 17 anni era già nel gruppo dei grandi: vi militò per nove anni, durante i quali fu soprannominato "la Monna Lisa di Rotterdam" per il suo dribbling (paragonato dai tifosi ad un'opera d'arte). Diventò uno dei primi olandesi a ricevere una proposta di trasferimento da un altro club con i biancorossi del MVV che offrirono al padre due camion per la sua ditta. In Olanda il calcio non veniva ancora considerato un lavoro e, proprio quando Wilkes decise di evolvere il suo hobby in professione, trovò l'ostruzionismo della federazione olandese che gli proibì in maniera categorica di trasferirsi all'estero. Nel 1949 fu notato da Giulio Cappelli, dirigente dell'Inter, che, nonostante le rigide regole del suo paese, riuscì a portarlo in Italia: Wilkes, il primo olandese a trasferirsi all'estero, diventò ben presto un idolo per i tifosi interisti, grazie alla sua capacità nel saltare l'uomo ed alla sua vena realizzativa. Gli venne contestato il suo "attaccamento" al pallone, che in certi casi rallentava il gioco della squadra.
In tre anni all'Inter (1949-1952) collezionò 47 reti in 95 partite, ma non ebbe la fortuna di vincere un trofeo. Fu poi ceduto al Torino, dove un grave infortunio gli consentì di scendere in campo solo per dodici volte: segnò il suo unico gol proprio contro l'Inter, nella vittoria dei granata a Milano l'8 febbraio 1953. Nell'estate di quell'anno passò al Valencia, squadra spagnola: nei due anni trascorsi nella penisola iberica divenne celebre la frase dei tifosi iberici "Què fas, Faas?" (Che fa, Faas?), legata alla sua imprevidibilità ed alla sua capacità di inventare qualsiasi giocata in qualsiasi momento.
Vinse nel 1954 il suo unico trofeo: la Coppa di Spagna. Nel 1956 tornò in patria, al VVV-Venlo, rimanendovi fino al 1958: la successiva tappa della sua carriera fu nuovamente la Spagna, dove difese i colori del Levante e del Fortuna '54. Per l'ultima esperienza sul rettangolo verde indossò la maglia dello Xerxes, il club dove debuttò, tra il 1962 e il 1964.
È morto il 15 agosto 2006, all'età di 82 anni, per un problema cardiaco. Nello stesso anno Johann Cruyff lo ricordò pubblicamente, rivelando inoltre che Wilkes era il suo idolo da giovane.

### Nazionale
Nazionale oranje dal 1946 al 1961, è al sesto posto tra i cannonieri della storia olandese, dopo essere stato a lungo il primo: a precederlo in tale graduatoria sono Patrick Kluivert, Robin van Persie, Klaas-Jan Huntelaar, Arjen Robben Dennis Bergkamp, tutti con un numero di partite molto più alto e quindi con una media molto inferiore a quella di Wilkes (35 gol in 37 partite). Fu convocato dal tecnico Jesse Carver per la 14ª edizione dei Giochi Olimpici: segnò una doppietta all'Irlanda nel primo turno, che vide gli olandesi imporsi per 3-1. Andò in rete anche nel turno seguente, contro il Regno Unito: la vittoria dei britannici, col punteggio di 4-3, decretò l'eliminazione dell'Olanda.

## Statistiche

### Presenze e reti nei club italiani
| Stagione        | Squadra         | Campionato | Campionato | Campionato |
| Stagione        | Squadra         | Comp       | Pres       | Reti       |
| --------------- | --------------- | ---------- | ---------- | ---------- |
| 1949-1950       | Inter           | A          | 34         | 17         |
| 1950-1951       | Inter           | A          | 38         | 23         |
| 1951-1952       | Inter           | A          | 23         | 7          |
| Totale Inter    | Totale Inter    |            | 95         | 47         |
| 1952-1953       | Torino          | A          | 12         | 1          |
| 1953-1954       | Valencia        | PD         | 28         | 18         |
| 1954-1955       | Valencia        | PD         | 15         | 9          |
| 1955-1956       | Valencia        | PD         | 19         | 11         |
| Totale Valencia | Totale Valencia |            | 62         | 38         |

### Cronologia presenze e reti in nazionale
| Cronologia completa delle presenze e delle reti in nazionale ― Paesi Bassi | Cronologia completa delle presenze e delle reti in nazionale ― Paesi Bassi | Cronologia completa delle presenze e delle reti in nazionale ― Paesi Bassi | Cronologia completa delle presenze e delle reti in nazionale ― Paesi Bassi | Cronologia completa delle presenze e delle reti in nazionale ― Paesi Bassi | Cronologia completa delle presenze e delle reti in nazionale ― Paesi Bassi | Cronologia completa delle presenze e delle reti in nazionale ― Paesi Bassi | Cronologia completa delle presenze e delle reti in nazionale ― Paesi Bassi |
| Data                                                                       | Città                                                                      | In casa                                                                    | Risultato                                                                  | Ospiti                                                                     | Competizione                                                               | Reti                                                                       | Note                                                                       |
| -------------------------------------------------------------------------- | -------------------------------------------------------------------------- | -------------------------------------------------------------------------- | -------------------------------------------------------------------------- | -------------------------------------------------------------------------- | -------------------------------------------------------------------------- | -------------------------------------------------------------------------- | -------------------------------------------------------------------------- |
| 10-3-1946                                                                  | Lussemburgo                                                                | Lussemburgo                                                                | 2 – 6                                                                      | Paesi Bassi                                                                | Amichevole                                                                 | 4                                                                          |                                                                            |
| 12-5-1946                                                                  | Amsterdam                                                                  | Paesi Bassi                                                                | 6 – 3                                                                      | Belgio                                                                     | Amichevole                                                                 | 3                                                                          |                                                                            |
| 30-5-1946                                                                  | Anversa                                                                    | Belgio                                                                     | 2 – 2                                                                      | Paesi Bassi                                                                | Amichevole                                                                 | 2                                                                          |                                                                            |
| 27-11-1946                                                                 | Leeds                                                                      | Inghilterra                                                                | 8 – 2                                                                      | Paesi Bassi                                                                | Amichevole                                                                 | -                                                                          |                                                                            |
| 7-4-1947                                                                   | Amsterdam                                                                  | Paesi Bassi                                                                | 2 – 1                                                                      | Belgio                                                                     | Amichevole                                                                 | -                                                                          |                                                                            |
| 4-5-1947                                                                   | Anversa                                                                    | Belgio                                                                     | 1 – 2                                                                      | Paesi Bassi                                                                | Amichevole                                                                 | -                                                                          |                                                                            |
| 26-5-1947                                                                  | Colombes                                                                   | Francia                                                                    | 4 – 0                                                                      | Paesi Bassi                                                                | Amichevole                                                                 | -                                                                          |                                                                            |
| 21-9-1947                                                                  | Amsterdam                                                                  | Paesi Bassi                                                                | 6 – 2                                                                      | Svizzera                                                                   | Amichevole                                                                 | 2                                                                          |                                                                            |
| 14-3-1948                                                                  | Anversa                                                                    | Belgio                                                                     | 1 – 1                                                                      | Paesi Bassi                                                                | Amichevole                                                                 | -                                                                          |                                                                            |
| 18-4-1948                                                                  | Rotterdam                                                                  | Paesi Bassi                                                                | 2 – 2                                                                      | Belgio                                                                     | Amichevole                                                                 | -                                                                          |                                                                            |
| 26-5-1948                                                                  | Oslo                                                                       | Norvegia                                                                   | 1 – 2                                                                      | Paesi Bassi                                                                | Amichevole                                                                 | -                                                                          |                                                                            |
| 9-6-1948                                                                   | Amsterdam                                                                  | Paesi Bassi                                                                | 1 – 0                                                                      | Svezia                                                                     | Amichevole                                                                 | 1                                                                          |                                                                            |
| 26-7-1948                                                                  | Portsmouth                                                                 | Irlanda                                                                    | 1 – 3                                                                      | Paesi Bassi                                                                | Olimpiadi 1948 - Qualificazione                                            | 2                                                                          |                                                                            |
| 31-7-1948                                                                  | Londra                                                                     | Regno Unito                                                                | 4 – 3                                                                      | Paesi Bassi                                                                | Olimpiadi 1948 - Ottavi di finale                                          | 1                                                                          |                                                                            |
| 13-3-1949                                                                  | Amsterdam                                                                  | Paesi Bassi                                                                | 3 – 3                                                                      | Belgio                                                                     | Amichevole                                                                 | -                                                                          |                                                                            |
| 23-4-1949                                                                  | Rotterdam                                                                  | Paesi Bassi                                                                | 4 – 1                                                                      | Francia                                                                    | Amichevole                                                                 | 1                                                                          |                                                                            |
| 12-6-1949                                                                  | Copenaghen                                                                 | Danimarca                                                                  | 1 – 2                                                                      | Paesi Bassi                                                                | Amichevole                                                                 | 1                                                                          |                                                                            |
| 16-6-1949                                                                  | Helsinki                                                                   | Finlandia                                                                  | 1 – 4                                                                      | Paesi Bassi                                                                | Amichevole                                                                 | -                                                                          |                                                                            |
| 13-3-1955                                                                  | Amsterdam                                                                  | Paesi Bassi                                                                | 1 – 1                                                                      | Danimarca                                                                  | Amichevole                                                                 | -                                                                          |                                                                            |
| 1-5-1955                                                                   | Dublino                                                                    | Irlanda                                                                    | 1 – 0                                                                      | Paesi Bassi                                                                | Amichevole                                                                 | -                                                                          |                                                                            |
| 19-5-1955                                                                  | Rotterdam                                                                  | Paesi Bassi                                                                | 4 – 1                                                                      | Svizzera                                                                   | Amichevole                                                                 | 2                                                                          |                                                                            |
| 6-6-1956                                                                   | Amsterdam                                                                  | Paesi Bassi                                                                | 3 – 2                                                                      | Saar                                                                       | Amichevole                                                                 | 1                                                                          |                                                                            |
| 30-1-1957                                                                  | Madrid                                                                     | Spagna                                                                     | 5 – 1                                                                      | Paesi Bassi                                                                | Amichevole                                                                 | -                                                                          |                                                                            |
| 3-4-1957                                                                   | Amsterdam                                                                  | Paesi Bassi                                                                | 1 – 2                                                                      | Germania Ovest                                                             | Amichevole                                                                 | 1                                                                          |                                                                            |
| 26-5-1957                                                                  | Vienna                                                                     | Austria                                                                    | 3 – 2                                                                      | Paesi Bassi                                                                | Qual. Mondiali 1958                                                        | -                                                                          |                                                                            |
| 11-9-1957                                                                  | Rotterdam                                                                  | Paesi Bassi                                                                | 5 – 2                                                                      | Lussemburgo                                                                | Qual. Mondiali 1958                                                        | 1                                                                          |                                                                            |
| 25-9-1957                                                                  | Amsterdam                                                                  | Paesi Bassi                                                                | 1 – 1                                                                      | Austria                                                                    | Qual. Mondiali 1958                                                        | -                                                                          |                                                                            |
| 17-11-1957                                                                 | Rotterdam                                                                  | Paesi Bassi                                                                | 5 – 2                                                                      | Belgio                                                                     | Amichevole                                                                 | 2                                                                          |                                                                            |
| 13-4-1958                                                                  | Anversa                                                                    | Belgio                                                                     | 2 – 7                                                                      | Paesi Bassi                                                                | Amichevole                                                                 | 2                                                                          |                                                                            |
| 23-4-1958                                                                  | Rotterdam                                                                  | Paesi Bassi                                                                | 8 – 1                                                                      | Curaçao                                                                    | Amichevole                                                                 | 2                                                                          |                                                                            |
| 4-5-1958                                                                   | Amsterdam                                                                  | Paesi Bassi                                                                | 1 – 2                                                                      | Turchia                                                                    | Amichevole                                                                 | 1                                                                          |                                                                            |
| 28-5-1958                                                                  | Oslo                                                                       | Norvegia                                                                   | 0 – 0                                                                      | Paesi Bassi                                                                | Amichevole                                                                 | -                                                                          |                                                                            |
| 4-10-1959                                                                  | Rotterdam                                                                  | Paesi Bassi                                                                | 9 – 1                                                                      | Belgio                                                                     | Amichevole                                                                 | 3                                                                          |                                                                            |
| 21-10-1959                                                                 | Colonia                                                                    | Germania Ovest                                                             | 7 – 0                                                                      | Paesi Bassi                                                                | Amichevole                                                                 | 0                                                                          |                                                                            |
| 4-11-1959                                                                  | Rotterdam                                                                  | Paesi Bassi                                                                | 7 – 1                                                                      | Norvegia                                                                   | Amichevole                                                                 | 2                                                                          |                                                                            |
| 19-4-1961                                                                  | Amsterdam                                                                  | Paesi Bassi                                                                | 1 – 2                                                                      | Messico                                                                    | Amichevole                                                                 | 1                                                                          |                                                                            |
| 30-4-1961                                                                  | Rotterdam                                                                  | Paesi Bassi                                                                | 0 – 3                                                                      | Ungheria                                                                   | Qual. Mondiali 1962                                                        | -                                                                          |                                                                            |
| 14-5-1961                                                                  | Lipsia                                                                     | Germania Est                                                               | 1 – 1                                                                      | Paesi Bassi                                                                | Qual. Mondiali 1962                                                        | -                                                                          |                                                                            |
| Totale                                                                     |                                                                            | Presenze                                                                   | 38                                                                         |                                                                            | Reti (7º posto)                                                            | 35                                                                         |                                                                            |

## Palmarès
- Coppa di Spagna: 1

Valencia: 1954